# R Leporis
R Leporis (R Lep / HD 31996 / HR 1607) es una estrella variable de la constelación de Lepus, cerca del límite con Eridanus. Visualmente es una estrella de un color rojo vívido, cuyo brillo varía entre magnitud aparente +5,5 y +11,7. Descubierta por John Russell Hind en 1845, es también conocida como «Estrella carmesí de Hind».
A una distancia aproximada de 1100 años luz, R Leporis pertenece a la rara clase de estrellas de carbono, siendo su tipo espectral C6. En estas estrellas, los compuestos de carbono no permiten pasar la luz azul, por lo que tienen un color rojo intenso.
En R Leporis la relación carbono-oxígeno estimada es 1,2, más del doble que la existente en el Sol.
Tiene un radio entre 480 y 535 veces más grande que el radio solar, equivalente a 2,2 - 2,5 UA. Si estuviese en el centro del sistema solar, su superficie se extendería más allá de la órbita de Marte. Su temperatura superficial, extremadamente baja para una estrella, está comprendida entre 2050 y 2290 K. Brilla con una luminosidad entre 5200 y 7000 veces superior a la del Sol, siendo la mayor parte de la energía radiada como radiación infrarroja.
R Leporis es una estrella variable Mira, variando en tamaño, temperatura y luminosidad. Su período de oscilación es de 430 días, aunque superpuesto a este existe un período más largo, de unos 40 años. El origen del período más largo puede estar relacionado con la expulsión de un caparazón de polvo por parte de la estrella.